# Кадамовка (река)
Када́мовка (в верховье Када́мовская ба́лка) — река в Ростовской области России, левый приток реки Тузлов (бассейн Дона).

## Географическое положение

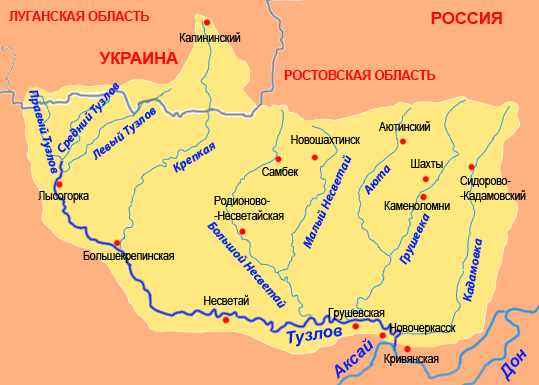
Бассейн Тузлова

Длина 80 км (второй по длине приток Тузлова после Грушевки (90 км)), площадь водосборного бассейна 468 км². Небольшим своим отрезком заходит на восточную окраину города Шахты (посёлки Даниловка и Сидорово-Кадамовский). Реку чистили в 2008 и 2012 годах На реке сооружены пруды. Общее падение реки — 189 м. Уклон реки — 2,362 м/км.
Река имеет характер большой степной балки с ничтожным течением воды и небольшими отдельными расширениями плёсов. Несёт большое количество взвешенного материала.

## Название
От названия реки получили своё названия: хутор Верхняя Кадамовка, посёлок Новокадамово, посёлок Сидорово-Кадамовский и железнодорожная станция Кадамовка.

## Течение
Кадамовка берёт начало на южном склоне Донецкого кряжа, к востоку от хутора Верхняя Кадамовка Октябрьского района Ростовской области (река берёт начало в Красносулинском районе, и тут же пересекает границу Октябрьского). Течёт вначале на западо-юго-запад, до посёлка Даниловка. После течёт на юг основную часть своего течения, слегка отклоняясь к западу. На участке от хутора Маркина до моста на дороге Новочеркасск — Керчикский правый берег высокий, левый пологий. На этом участке основные притоки-балки — левые. К северо-западу от станицы Заплавской поворачивает на запад. Впадает в реку Тузлов в 2 км от её устья, напротив Новочеркасска.
Река протекает по территории Красносулинского и Октябрьского районов Ростовской области, а также по территории городского округа Шахты.

## История
Река упоминается в Статистическом описании земли Донских Казаков, составленном в 1822—1832 годах:

 б) Речки, сообщающие воды свои Аксаю: С правой стороны: 2) Тузлов. В неё впадают с левой стороны: е) Мокрая Кадамовка.
— Глава III. Воды
Также о реке есть статья в ЭСБЕ:

Кадамовка (Мокрая) — речка Области Войска Донского, правый приток Аксая, протекает по границе Первого Донского с Черкасским округов, сперва с севера на юг, а близ устья поворачивает на запад и входит в Черкасский округ, где соединяется с Аксаем, у самого Новочеркасска. Кадамовка замечательна по месторождению каменного угля, залегающего на всём её 60-вёрстном (64 км) течении. Пласт этот, толщиной в 1/2 фута, по расчёту Ленле, может ежегодно дать до 30000 пудов угля.

### Изменение устья
По-видимому, река меняет своё устье, впадая то в Тузлов, то в Аксай: по данным составленного в 1822—1832 годах Статистического описания земли Донских Казаков Кадамовка впадает в Тузлов, но в более поздних источниках (ЭСБЕ 1890—1907 годов, Природа Ростовской области 1940 года) говорится что река впадает в Аксай. По данным же современных карт, река снова изменила своё устье и теперь впадает в Тузлов.

## Притоки
(от истока к устью)
- Гнилая балка (л)
- Почтовая балка (п)
- Балка Кузьмина (л)
- Балка Свиридова (п)
- Угольная балка (л)
- Звонкая балка (л)
- Шахтёрская балка (п)
- Глубокая балка (л)
- балка Кольева (Бессергеневская) (л)
- балка Костикова (п)
- балка Музган (л)
- Арбузная балка (п)
- Глиняная балка (п)
- балка Сибирта (л)
- Каменная балка (п)
- Осиповская балка (п)
- Щербакова балка (л)
- Мокрая балка (л)
- Темичиная балка (п)
- Сухая балка (л)
- Погорелова балка (п)
- Катькина балка (п)
- Журавлиная балка (п)
- Водяная балка (л)
- Мокрая балка (л)
- Кюхарева балка (л)

## Населённые пункты
(от истока к устью)
- х. Верхняя Кадамовка
- х. Новая Бахмутовка
- х. Киреевка
- пос. Даниловка (Шахты)
- пос. Сидорово-Кадамовский (Шахты)
- х. Маркин
- х. Красный Луч
- х. Ягодинка
- пос. Заозерье
- пос. Заречный
- пос. Донской (Новочеркасск)
- Станица Кривянская

## Данные водного реестра
По данным государственного водного реестра России относится к Донскому бассейновому округу, водохозяйственный участок реки — Дон от впадения реки Северский Донец и до устья, без рек Сал и Маныч, речной подбассейн реки — бассейн притоков Дона ниже впадения Северского Донца. Речной бассейн реки — Дон (российская часть бассейна).
Код объекта в государственном водном реестре — 05010500912107000016253.